# Wladislaus met de Bult
Wladislaus van Dobrzyń (1303/1305 – 1351/1352), bijgenaamd Wladislaus met de Bult, was de oudste zoon van Ziemovit van Dobrzyń en Anastasia van Galicië.
Bij het overlijden van zijn vader in 1312 was hij nog te jong om te regeren. Zijn moeder en zijn oom Wladislaus de Korte namen tot 1316 het regentschap waar. In 1316 sloot hij een overeenkomst met de bisschop van Płock over de betaling van tienden aan de Kerk in ruil voor het lichten van de banvloek die in 1310 aan zijn familie was opgelegd. Wladislaus regeerde met zijn broer Bolesław van Dobrzyń. Zij steunden hun oom Wladislaus de Korte, aan wie zij de eed van vazal hadden gezworen. Zij versterkten tevens hun vriendschappelijke betrekkingen met de Kerk. In 1323 stichten zij een hospitaal voor geestelijken in Rypin.
In 1327 wist Wladislaus de Korte hen ertoe over te halen hun strategisch gelegen hertogdom af te staan, in ruil voor het meer centraal gelegen hertogdom Łęczyca. Na het sluiten van een vredesverdrag met de Duitse Orde in 1343 kreeg hij zijn hertogdom Dobrzyń, maar hij behield Łęczyca nog tot 1349. Wladislaus bleef ongehuwd en had geen kinderen. Na zijn overlijden ging het hertogdom naar Polen.